# Leichtathletik-Weltmeisterschaften 1993/400 m Hürden der Frauen

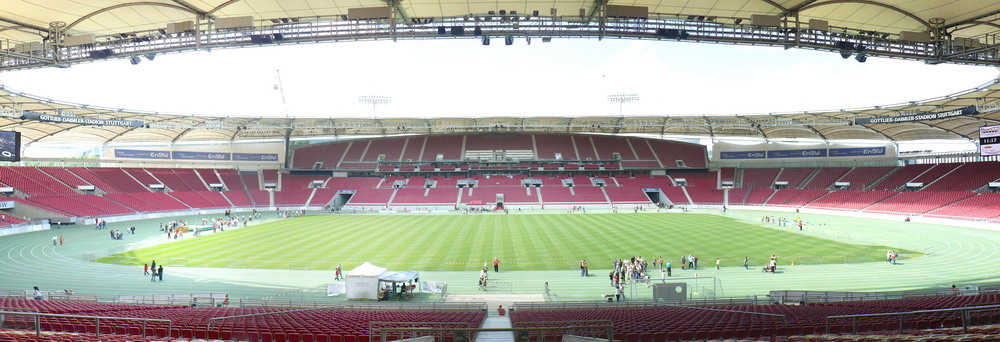
Das Stuttgarter Gottlieb-Daimler-Stadion im Jahr 2007

Der 400-Meter-Hürdenlauf der Frauen bei den Leichtathletik-Weltmeisterschaften 1993 wurde vom 16. bis 19. August 1993 im Stuttgarter Gottlieb-Daimler-Stadion ausgetragen.
Weltmeisterin wurde die britische Olympiasiegerin von 1992 und Vizeweltmeisterin von 1991 Sally Gunnell. Mit ihrer Siegerzeit stellte sie einen neuen Weltrekord auf. Sally Gunnell hatte 1992 außerdem eine olympische Bronzemedaille mit der 4-mal-400-Meter-Staffel ihres Landes gewonnen und errang hier in Stuttgart am Schlusstag noch einmal Staffel-Bronze. Die US-Amerikanerin Sandra Farmer-Patrick belegte wie schon bei den Olympischen Spielen des Vorjahres den zweiten Rang. Ihr Rückstand auf die Siegerin betrug nur fünf Hundertstelsekunden. Bronze ging an die Russin Margarita Ponomarjowa, die am Schlusstag dieser Weltmeisterschaften außerdem eine Silbermedaille mit der russischen 4-mal-400-Meter-Staffel errang.

## Rekorde

### Bestehende Rekorde
| Weltrekord | 52,94 s | Marina Iwanowna Stepanowa | Taschkent, Sowjetunion (heute Usbekistan) | 17. September 1986 |
| WM-Rekord  | 53,11 s | Tazzjana Ljadouskaja      | WM 1991 in Tokio, Japan                   | 29. August 1991    |

### Rekordverbesserung
Die britische Weltmeisterin Sally Gunnell verbesserte den Weltmeisterschaftsrekord im Finale am 19. August um 37 Hundertstelsekunden auf 52,74 s, womit sie gleichzeitig einen neuen Weltrekord aufstellte.

## Vorrunde
Die Vorrunde wurde in fünf Läufen durchgeführt. Die ersten vier Athletinnen pro Lauf – hellblau unterlegt – sowie die darüber hinaus vier zeitschnellsten Läuferinnen – hellgrün unterlegt – qualifizierten sich für das Halbfinale.

### Vorlauf 1
16. August 1993, 10:40 Uhr
| Platz | Name                     | Nation         | Zeit    |
| ----- | ------------------------ | -------------- | ------- |
| 1     | Sally Gunnell            | Großbritannien | 55,06 s |
| 2     | Silvia Rieger            | Deutschland    | 56,30 s |
| 3     | Frida Johansson          | Schweden       | 56,81 s |
| 4     | Nicoleta Căruţaşu        | Rumänien       | 57,13 s |
| 5     | Monika Warnicka          | Polen          | 57,38 s |
| 6     | Anabella von Kesselstatt | Argentinien    | 57,82 s |
| 7     | Zuzana Machotková        | Tschechien     | 59,53 s |

### Vorlauf 2
16. August 1993, 10:48 Uhr
| Platz | Name                    | Nation      | Zeit    |
| ----- | ----------------------- | ----------- | ------- |
| 1     | Tazzjana Ljadouskaja    | Belarus     | 55,37 s |
| 2     | Heike Meißner           | Deutschland | 55,84 s |
| 3     | Debbie-Ann Parris       | Jamaika     | 56,19 s |
| 4     | Ann Maenhout            | Belgien     | 56,48 s |
| 5     | Lana Uys                | Südafrika   | 56,55 s |
| 6     | Marta Moreira           | Portugal    | 58,06 s |
| 7     | Jupira Maurina da Graça | Brasilien   | 58,79 s |

### Vorlauf 3
16. August 1993, 10:56 Uhr
| Platz | Name                  | Nation         | Zeit        |
| ----- | --------------------- | -------------- | ----------- |
| 1     | Margarita Ponomarjowa | Russland       | 54,68 s     |
| 2     | Tonja Buford          | USA            | 55,42 s     |
| 3     | Rosey Edeh            | Kanada         | 55,70 s     |
| 4     | Monica Westén         | Schweden       | 56,34 s     |
| 5     | Jacqui Parker         | Großbritannien | 56,93 s     |
| 6     | Linda Kisabaka        | Deutschland    | 57,02 s     |
| 7     | Marjut Toyli          | Finnland       | 1:00,16 min |
| 8     | Ivette Sánchez        | Panama         | 1:07,89 min |

### Vorlauf 4
16. August 1993, 11:04 Uhr
| Platz | Name                  | Nation         | Zeit        |
| ----- | --------------------- | -------------- | ----------- |
| 1     | Olga M. Nasarowa      | Russland       | 55,31 s     |
| 2     | Sandra Farmer-Patrick | USA            | 55,70 s     |
| 3     | Deon Hemmings         | Jamaika        | 55,94 s     |
| 4     | Gowry Retchakan       | Großbritannien | 56,31 s     |
| 5     | Sylwia Pachut         | Polen          | 56,92 s     |
| 6     | Miriam Alonso         | Spanien        | 58,62 s     |
| 7     | Alejandra Quintanar   | Mexiko         | 1:00,04 min |

### Vorlauf 5

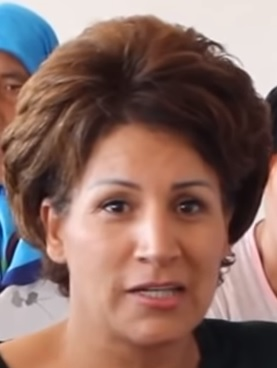
Nezha Bidouane, in den kommenden Jahren eine der besten 400-m-Hürdenläuferinnen der Welt, beendete hier das Rennen vorzeitig

16. August 1993, 11:12 Uhr
| Platz | Name                 | Nation     | Zeit        |
| ----- | -------------------- | ---------- | ----------- |
| 1     | Kim Batten           | USA        | 55,37 s     |
| 2     | Natalja Torschina    | Kasachstan | 55,51 s     |
| 3     | Anna Knoros          | Russland   | 55,54 s     |
| 4     | Tazjana Kurotschkina | Belarus    | 55,69 s     |
| 5     | Donalda Duprey       | Kanada     | 56,80 s     |
| 6     | Mary-Estelle Kapalu  | Vanuatu    | 1:00,29 min |
| DNF   | Nezha Bidouane       | Marokko    |             |
| DNS   | Yana Burtasenkova    | Moldau     |             |

## Halbfinale
Aus den drei Halbfinalläufen qualifizierten sich die jeweils ersten beiden Athletinnen – hellblau unterlegt – sowie die darüber hinaus zwei zeitschnellsten Läuferinnen – hellgrün unterlegt – für das Finale.

### Halbfinallauf 1

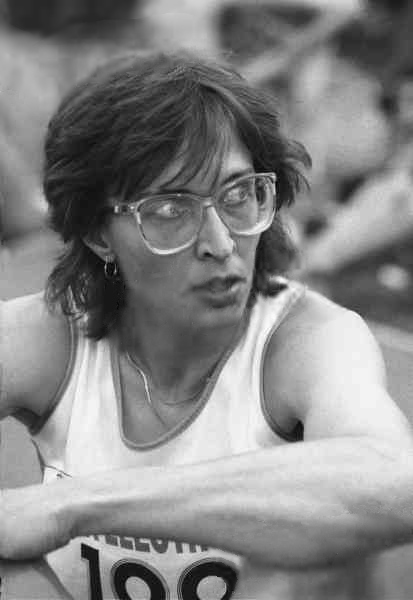
Nicoleta Căruţaşu hatte als Achte ihres Halbfinallaufs keine Chance auf das Erreichen des Finales

17. August 1993, 18:05 Uhr
| Platz | Name                 | Nation         | Zeit (s) |
| ----- | -------------------- | -------------- | -------- |
| 1     | Sally Gunnell        | Großbritannien | 53,95    |
| 2     | Tonja Buford         | USA            | 54,38    |
| 3     | Heike Meißner        | Deutschland    | 54,64    |
| 4     | Anna Knoros          | Russland       | 55,12    |
| 5     | Tazjana Kurotschkina | Belarus        | 55,64    |
| 6     | Debbie-Ann Parris    | Jamaika        | 55,80    |
| 7     | Sylwia Pachut        | Polen          | 56,31    |
| 8     | Nicoleta Căruţaşu    | Rumänien       | 56,61    |

### Halbfinallauf 2
17. August 1993, 18:12 Uhr
| Platz | Name                  | Nation         | Zeit (s) |
| ----- | --------------------- | -------------- | -------- |
| 1     | Margarita Ponomarjowa | Russland       | 53,71    |
| 2     | Kim Batten            | USA            | 54,20    |
| 3     | Natalja Torschina     | Kasachstan     | 54,53    |
| 4     | Rosey Edeh            | Kanada         | 54,53    |
| 5     | Silvia Rieger         | Deutschland    | 54,90    |
| 6     | Monica Westén         | Schweden       | 55,88    |
| 7     | Ann Maenhout          | Belgien        | 56,14    |
| 8     | Jacqui Parker         | Großbritannien | 56,68    |

### Halbfinallauf 3
17. August 1993, 18:19 Uhr
| Platz | Name                  | Nation         | Zeit (s) |
| ----- | --------------------- | -------------- | -------- |
| 1     | Sandra Farmer-Patrick | USA            | 53,88    |
| 2     | Deon Hemmings         | Jamaika        | 54,12    |
| 3     | Tazzjana Ljadouskaja  | Belarus        | 54,60    |
| 4     | Olga M. Nasarowa      | Russland       | 55,51    |
| 5     | Gowry Retchakan       | Großbritannien | 55,96    |
| 6     | Donalda Duprey        | Kanada         | 56,16    |
| 7     | Frida Johansson       | Schweden       | 56,48    |
| 8     | Lana Uys              | Südafrika      | 57,40    |

## Finale

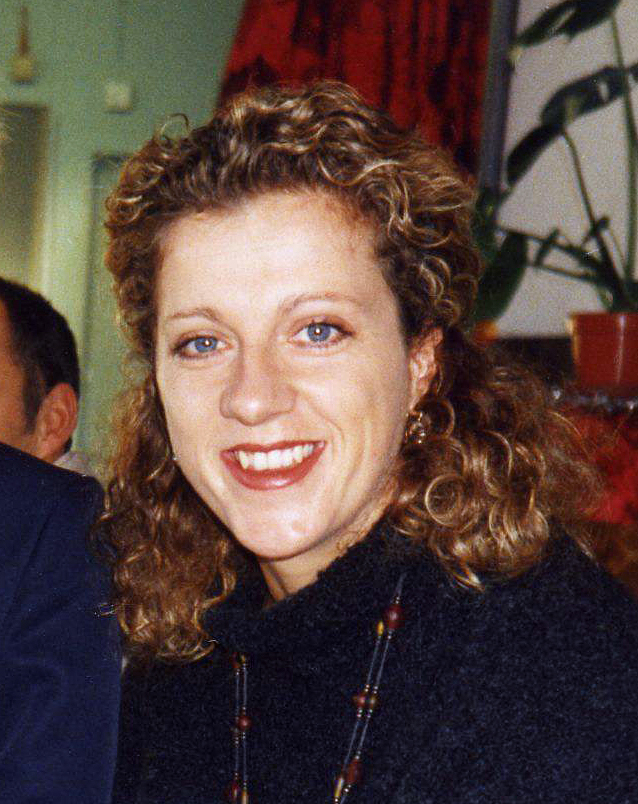
Weltmeisterin mit Weltrekord: Sally Gunnell, 1992 Olympiasiegerin und 1991 Vizeweltmeisterin

19. August 1993, 19:30 Uhr
| Platz | Name                  | Nation         | Zeit (s) |
| ----- | --------------------- | -------------- | -------- |
| 1     | Sally Gunnell         | Großbritannien | 52,74 WR |
| 2     | Sandra Farmer-Patrick | USA            | 52,79    |
| 3     | Margarita Ponomarjowa | Russland       | 53,48    |
| 4     | Kim Batten            | USA            | 53,84    |
| 5     | Tonja Buford          | USA            | 54,55    |
| 6     | Deon Hemmings         | Jamaika        | 54,99    |
| 7     | Rosey Edeh            | Kanada         | 55,19    |
| 8     | Natalja Torschina     | Kasachstan     | 55,78    |

## Video
- Women's 400m Hurdles Final 1993 World Athletics Championships Sally Gunnell wins gold, Video veröffentlicht am 30. März 2015 auf youtube.com, abgerufen am 19. Mai 2020